# Benedict Lombe
Pour les articles homonymes, voir Lombe.
Benedict Lombe est une écrivaine et dramaturge congolaise et britannique vivant à Londres et née à Goma en 1992.

## Biographie
Benedict Lombe possède la double nationalité congolaise et britannique. Elle est née en 1992 à Goma en République Démocratique du Congo et vit actuellement à Londres.

## Œuvre

### Style littéraire
Son style est engagé, que ce soit pour écrire au sujet de l'identité noire ou des histoires de la diaspora. Son écriture est travaillée, très humaine et empreinte d'humour. Elle est décrite par Kate Wyver dans The Guardian comme une pièce qui « tisse une histoire lyrique avec une protestation infatigable ».

### Récompenses
Elle reçoit le prix Susan Smith-Blackburn 2022 s'adressant aux dramaturges femmes, transgenres et non binaires pour sa pièce Lava. Le prix lui est remis au Theatre Shakespeare Globe le lundi 11 avril 2022. Elle est la première écrivaine à recevoir ce prix pour sa pièce depuis la création du prix en 1978, soit 44 ans auparavant.
La pièce est commandée par le théâtre Bush à Londres où elle a été jouée pour la première fois à l'été 2021. Il s'agit d'un monologue  traitant de la mémoire et l'identité noire et de la diaspora joué par l'actrice britannique d’origine nigériane Ronke Adékoluejo et produit par Anthony Simpson-Pike. Elle raconte le voyage d'une femme de la République démocratique du Congo à Londres en passant par l'Afrique du Sud post-apartheid. Cette anglo-congolaise reçoit un jour une lettre inattendue du bureau britannique des passeports dont elle doit percer le mystère.
Elle remporte également la sélection Livre et paroles du Black British Theatre Award et le Best Performance Piece Off West-End Award.
Elle reçoit aussi une nomination pour le Prix Alfred Fagon dans la série des Meilleurs nouvelles pièces de l'année et des présélections pour le Papatango Playwriting Award et le Royal Cour & Kudos TV Fellowship.